# ジュディス・オーディア
ジュディス・オーディア（Judith O'Dea, 1945年4月20日 - ）はアメリカ合衆国の女優。ジョージ・A・ロメロ監督のモダンホラーの名作『ナイト・オブ・ザ・リビングデッド』の主役のバーバラ役で知られる。

## 人物
『ナイト・オブ・ザ・リビング・デッド』（1968）の後も多数の映画・TVにも出演。現在でも現役で女優として活躍している。日本では『ナイト～』が知られているのみで他のほとんどの作品は日本未公開である。
90年代初頭『ナイト～』のDVD再リリースの際には、他の出演者ともどもゲストコメンタリーとして参加して、この作品への思いを語っている。
その他の作品は、"Pirate"（TV)（1978）、"Claustrophobia"（2003）、"Evil Deeds"（2004）、"October Moon"（2005）等。近年は"the upcoming November Son"（2007）、"Ocean"（2008）と"Women'sStudies"（2008）で主演もしている。
女優業の傍ら、ジュディスはアメリカで『オディア・コミュニケーションズ』（日本でいう話し方教室）という会社の代表としてコミュニケーショントレーニング指導を行っている。